# 第2钢琴协奏曲 (门德尔松)
D小调第2号钢琴协奏曲，作品40，是门德尔松于1837年创作的钢琴协奏曲。在G小调第1号钢琴协奏曲创作后的六年后完成。
在1837年的伯明翰音乐节上，他于去年创作的神剧《圣保罗》将再次上演，由于需要再创作一首钢琴协奏曲，因此他在当年夏天完成了这部作品。
本作品的首演在1837年9月21日的伯明翰音乐节，由门德尔松自己演奏。

## 分析
这篇协奏曲由三个乐章组成。演奏时间约为24分钟。

### 配器
| - 木管樂器 - 長笛：2 - 雙簧管：2 - 單簧管：2 - 低音管：2 | - 銅管樂器 - 法國號：2 - 小號：2 | - 定音鼓 | - 弦樂器 |

依照工具書《管弦樂作品手冊》指示，上述之配器可簡記為"2 2 2 2—2 2 0 0—tmp—str"。

### 結構
各樂章設定如下：
1. 热情的快板（Allegro appassionato）
2. 持续的慢板（Adagio. Molto sostenuto），降B大调
3. 终曲，幽默的急板（Finale. Presto scherzando），D大调